# Roma (film)
 For alternative betydninger, se Roma. (Se også artikler, som begynder med Roma)
Roma er en mexicansk dramafilm fra 2018 lavet af Alfonso Cuarón. Cuarón har skrevet, instrueret, fotograferet og produceret filmen, som er løst baseret på sin opvækst. Navnet på filmen kommer fra området Colonia Roma  i Mexico City. Filmen vandt 3 Oscars, for bedste udenlandske film, bedste fotografgering og bedste instruktør.

## Medvirkende
- Yalitza Aparicio som Cleodegaria "Cleo" Gutiérrez
- Marina de Tavira som Sofia
- Fernando Grediaga som Antonio
- Jorge Antonio Guerrero som Fermín
- Marco Graf som Pepe
- Daniela Demesa som Sofi
- Diego Cortina Autrey som Toño
- Carlos Peralta som Paco
- Nancy García som Adela
- Verónica García som Teresa
- José Manuel Guerrero Mendoza som Ramón
- Latin Lover som Professor Zovek

## Eksterne Henvisninger
- Roma på Internet Movie Database (engelsk)
- Roma på Filmdatabasen
- Roma på Scope
- Roma i Svensk Filmdatabas (svensk)
- Roma på AlloCiné (fransk)
- Roma på MovieMeter (nederlandsk)
- Roma på AllMovie (engelsk)
- Roma på The Movie Database (engelsk)
- Roma på Rotten Tomatoes (engelsk)
- Roma på Metacritic (engelsk)

1. ↑  Navnet er anført på engelsk og stammer fra Wikidata hvor navnet endnu ikke findes på dansk.